# ويلارد س. بوتشر
ويلارد س. بوتشر (بالإنجليزية: Willard C. Butcher)‏ هو مسير أعمال أمريكي، ولد في 25 أكتوبر 1926 في برونكسفيل في الولايات المتحدة، وتوفي في 25 أغسطس 2012.